# تا ابد
تا ابد فیلم سینمایی به کارگردانی امید امین‌نگارشی، تدوین مهرداد نصیری دهقان و به تهیه‌کنندگی محمد نجفی‌زاده و امیر گراوند محصول سال ۱۳۹۸ است.

## بازیگران
- محسن کیایی
- مهرداد صدیقیان
- بهرنگ علوی
- ترلان پروانه
- هلیا راجی
- میلاد کی‌مرام
- اکبر معززی
- عرفان برزین
- حسن خان‌محمدپور
- سعید زارعی
- امیر متقی طلب
- ایمان اسماعیل پور
- ناديا راجی
- علی لاجوردی